# Eurozet

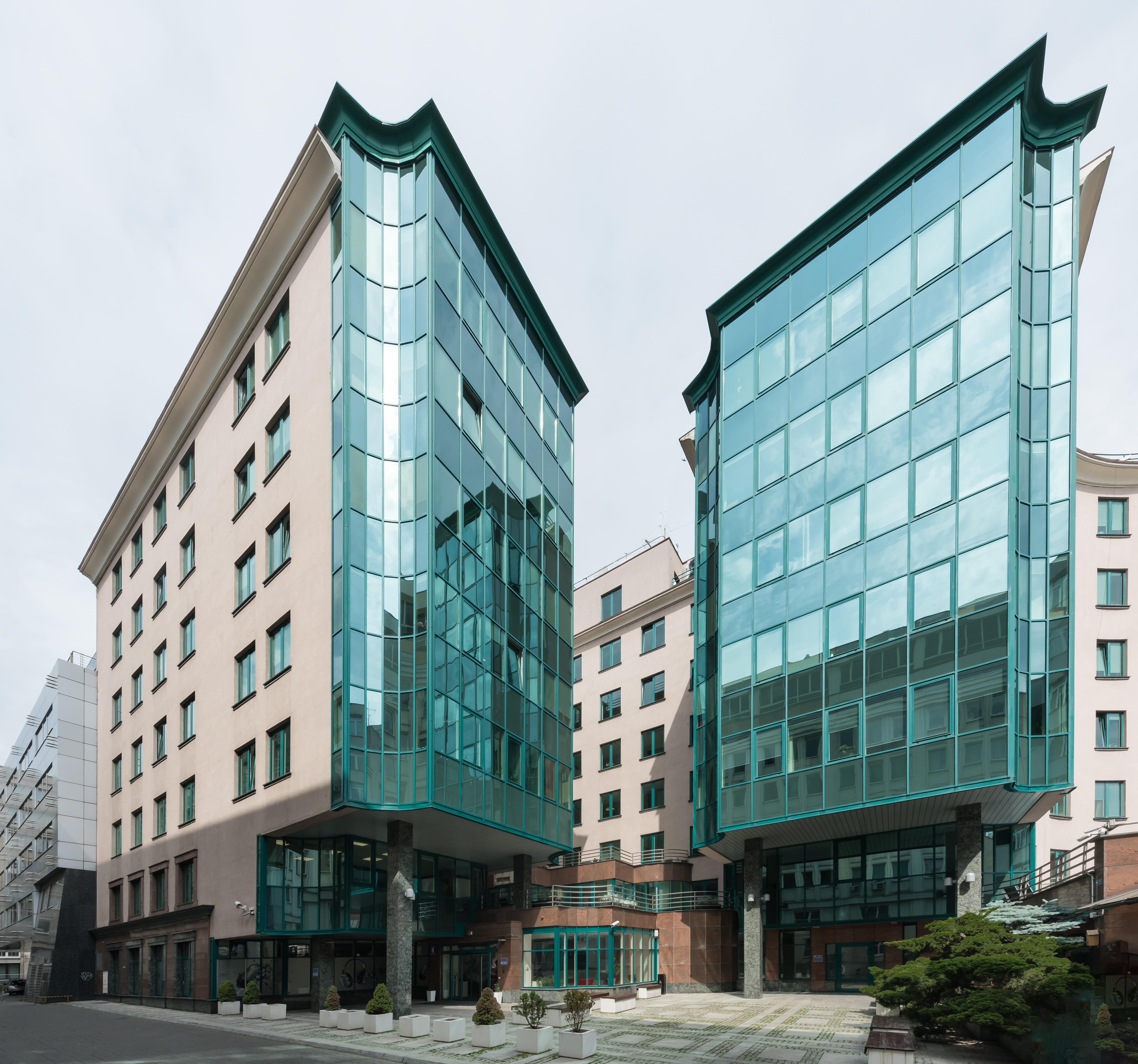
Biurowiec Bliski Centrum przy ul. Żurawiej w Warszawie, siedziba holdingu

Eurozet – działający w Polsce od 1993 roku holding mediowy, skupia spółki funkcjonujące na rynku radiowym i koordynuje ich działalność.

## Historia
Holding należący przez wiele lat do francuskiej korporacji Groupe Lagardère, z dniem 8 marca 2018 roku sprzedany Czech Media Invest. 29 czerwca 2018 roku zgodę na transakcję wydał polski Urząd Ochrony Konkurencji i Konsumentów.
Ponieważ Czech Media Invest zakupiło spółki z całego regionu środkowoeuropejskiego, już jesienią nowy właściciel zaczął poszukiwać chętnego na zakup polskich aktywów, jako że zainteresowany był przede wszystkim podmiotami działającymi na rynku czeskim. 20 lutego 2019 roku komunikacie giełdowym spółka Agora SA poinformowała o zawarciu umowy sprzedaży udziałów Eurozet sp. z o.o. przez Czech Media Invest spółkom SFS Ventures (kupującej 60% udziałów) i Agora SA (kupującej 40% udziałów spółki). 18 września tego samego roku Agora ogłosiła zamiar skorzystania z opcji odkupienia 60% udziałów w Eurozet Sp. z o.o. od SFS Ventures.
7 stycznia 2021 UOKiK zakazał przejęcia Eurozetu przez Agorę, komentując, iż dzięki przejęciu powstałaby sytuacja zbliżona do duopolu medialnego. Agora S.A. nie zgadzając się z decyzją UOKiK 8 lutego 2021 odwołała się do sądu, wskazując na „rażące naruszenia przepisów prawa, jakie miały miejsce przy wydaniu tego rozstrzygnięcia”. Agora przekonywała, że jej połączenie z Eurozet nie ograniczy konkurencji oraz że UOKiK „powołał się na nieznaną w prawie konkurencji i nauce ekonomii teorię „quasi-duopolu”, sugerując milczącą koordynację połączonego podmiotu (Agory i Eurozet) z liderem rynku grupą RMF FM”.
27 lutego 2023 sąd II instancji podtrzymał bezwarunkową zgodę na przejęcie kontroli nad Eurozet Sp. z o.o. przez Agorę. W ślad za tym spółka sfinalizowała swoją największą w historii inwestycję w media, kupując 110 udziałów Eurozet Sp. z o.o., stanowiących 11% kapitału zakładowego i dających 11% ogólnej liczby głosów na zgromadzeniu wspólników Eurozet. Zgodnie z umową zapłaciła za to cenę wyjściową 9,17 mln euro. Dzięki temu Agora stała się większościowym wspólnikiem Eurozetu, z udziałami stanowiącymi 51% kapitału zakładowego i zapewniającymi 51% liczby głosów na zgromadzeniu wspólników. 14 czerwca 2024 spółka Agora S.A. wykupiła od SFS Ventures pozostałe 49% spółki Eurozet Sp. z o.o. tym samym zostając jednym jej właścicielem.

## Struktura
W skład grupy kapitałowej Eurozet wchodzą:
- Eurozet Radio Sp. z o.o. – nadawca (producent) programów radiowych:
  - Radio Zet – ogólnopolska rozgłośnia radiowa o charakterze uniwersalnym, nadająca w formacie muzycznym AC,
  - Chillizet – sieć stacji muzyczno-kulturalnych prezentujących muzykę chilloutową, alternatywną i jazz,
  - Antyradio – ponadregionalna rozgłośnia prezentująca muzykę rockową,
  - Meloradio – sieć lokalnych rozgłośni nadających w formacie CHR/dance[14],
  - Radio Plus – sieć lokalnych rozgłośni społeczno-religijnych (Eurozet jest operatorem siedmiu rozgłośni, z dwiema współpracuje jako franczyzodawca);
- Grupa Radiowa Agory Sp. z o.o. – nadawca programów radiowych:
  - Radio Złote Przeboje – sieć 24 rozgłośni lokalnych nadających muzykę z lat 80. i 90.,
  - Rock Radio – sieć 3 rozgłośni lokalnych prezentujących muzykę rockową w formacie classic rock[15][16],
  - Radio Pogoda – sieć 8 rozgłośni lokalnych nadających w formacie oldies[17];
- Inforadio Sp. z o.o. – nadawca ponadregionalnej rozgłośni TOK FM, nadającej w formacie news & talk[18][19];
- IM40 Sp. z o.o. – nadawca rozgłośni Radio Złote Przeboje 100,1 FM[20];
- Eurozet Consulting Sp. z o.o.;
- Fundacja Radia ZET;
- Radio Plus Polska Sp. z o.o. – jeden z dwóch producentów programu sieci Radia Plus[21];
- Radio Plus Polska Centrum Sp. z o.o. – operator rozgłośni Radio Plus Warszawa[21];
- Radio Plus Polska – Zachód Sp. z o.o. – operator rozgłośni Radia Plus działających w Bydgoszczy, Gdańsku, Głogowie, Gnieźnie, Gorzowie Wielkopolskim i Zielonej Górze[21];
- Spółka Producencka Plus Polska Sp. z o.o.;
- Doradztwo Mediowe Sp. z o.o.;
- Studio ZET Sp. z o.o. – studio produkcji dźwiękowej i telewizyjnej;
- Regie Radio Music – Dom Sprzedaży Radia – broker czasu reklamowego.